# Tátorján (növénynemzetség)

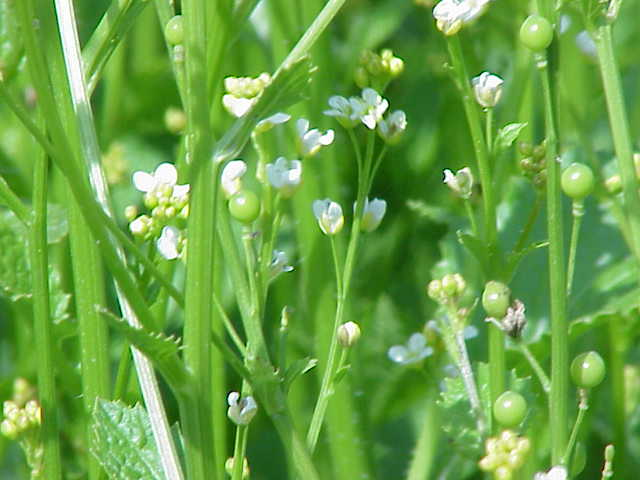
Crambe abyssinica, újabban Crambe hispanica subsp. abyssinica

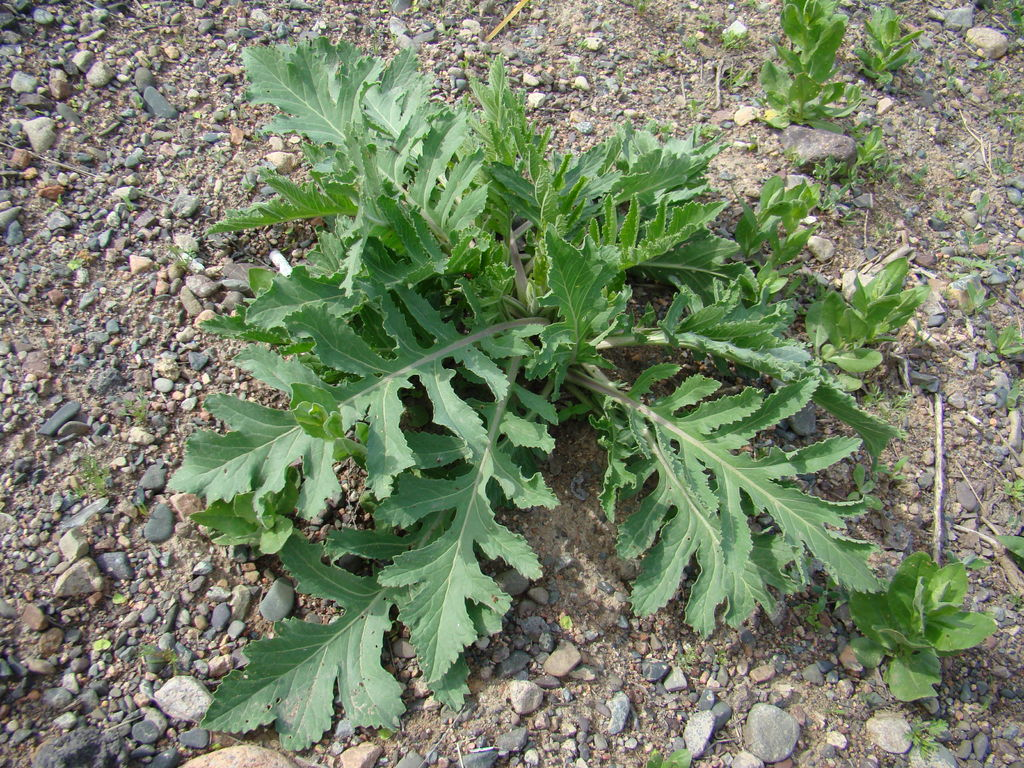
Fiatal keleti tátorján (Crambe orientalis) a Csüi-süllyedékben Kirgizisztánban

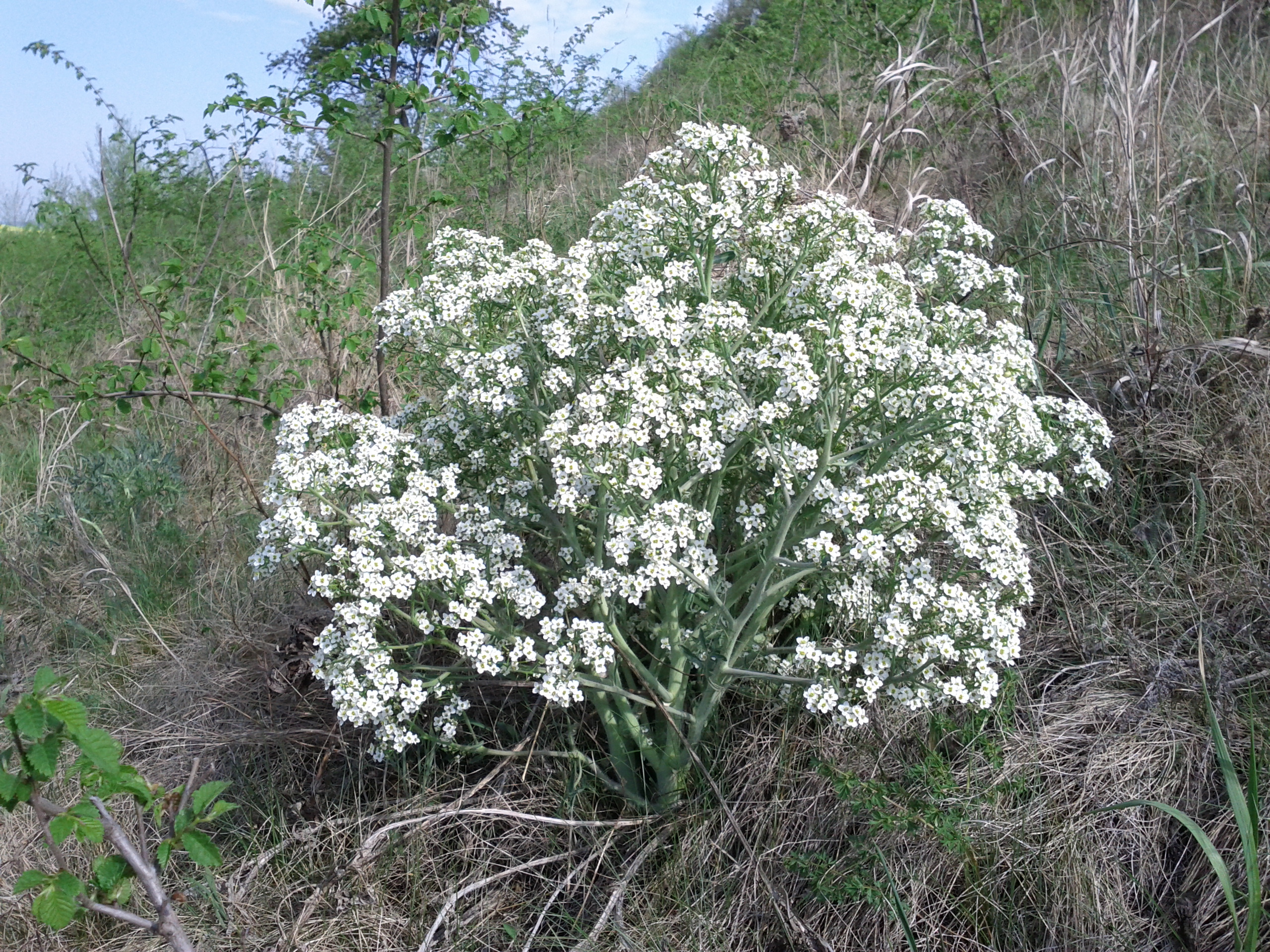
Tátorján (Crambe tataria) az alsó-ausztriai Ottenthal melletti Zeiserlberg hegyen

A tátorján (Crambe) a káposztafélék (Brassicaceae) családjába sorolt növénynemzetség. Fajaik egyéves vagy évelő lágyszárúak, illetőleg félcserjék. A Kanári-szigeteken, Eurázsia mérsékelt égövi részein (pontosabban: Nyugat-Európában, Közép-Európában, valamint a Mediterráneumtól egészen Közép-Ázsiáig), továbbá a trópusi Kelet-Afrikában őshonosak. Közös vonásuk, hogy gyökérrendszerük erős, a talajban mélyre hatol, alsó leveleik a káposztafélékre jellemzően húsosak, karéjosak, gyakran terebélyes virágzatuk pedig kis, fehér virágokból áll.

## Fajai
Az alábbi lista a The Multinational Brassica Genome Project (nemzetközi projekt, mely a Brassica és közel rokon nemzetségekbe sorolt növények genomjának meghatározására jött létre) eredményeinek felhasználásával készült.
- Crambe aculeolata (N.Busch) Czerniak.
- Crambe amabilis Butkov et Majlun
- Crambe arborea Webb ex Christ
- Crambe armena N.Busch
- Crambe aspera M.Bieb. – érdes tátorján[2]
- Crambe cordifolia Steven – kaukázusi tátorján[2]
- Crambe cretacea Czerniak.
- Crambe edentula Fisch. et C.A.Mey.
- Crambe feuilleei A.Santos ex Prina et Mart.-Laborde
- Crambe filiformis Jacq.
- Crambe fruticosa L.f.
  - Crambe fruticosa subsp. fruticosa L.f.
  - Crambe fruticosa subsp. pinnatifida (Lowe) Prina et Mart.-Laborde
- Crambe glaberrima (Bornm.) Greuter et Burdet
- Crambe gomeraea Webb ex Christ
  - Crambe gomeraea subsp. gomeraea Webb ex H.Christ
  - Crambe gomeraea subsp. hirsuta Prina ex Prina et Mart.-Laborde
- Crambe gordjaginii Sprygin et Popov
- Crambe grandiflora DC. – azovi tátorján[2]
- Crambe grossheimii I.I.Khalilov
- Crambe hedgei I.I.Khalilov
- Crambe hispanica L. – mediterrán tátorján[2]
- Crambe juncea M.Bieb.
- Crambe kilimandscharica O.E.Schulz
- Crambe koktebelica (Junge) N.Busch
- Crambe kotschyana Boiss.
- Crambe kralikii Coss.
  - Crambe kralikii subsp. garamas (Maire) Podlech
  - Crambe kralikii subsp. kralikii Coss.
- Crambe laevigata DC. ex H.Christ
- Crambe maritima L. – tengerparti tátorján[2]
- Crambe microcarpa A.Santos
- Crambe orientalis L. – keleti tátorján[2]
- Crambe persica Boiss.
- Crambe pritzelii Bolle
- Crambe santosii Bramwell
- Crambe scaberrima Webb ex Bramwell
- Crambe schugnana Korsh.
- Crambe scoparia Svent.
- Crambe sinuato-dentata Hochst. ex F.Petri
- Crambe steveniana Rupr.
- Crambe strigosa L'Hér.
- Crambe sventenii Pett. ex Bramwell et Sunding
- Crambe tamadabensis Prina et Marrero Rodr.
- Crambe tataria Sebeők – tátorján[2]
- Crambe wildpretii Prina et Bramwell

A modernebb rendszerek a Crambe abyssinica taxont beolvasztották a Crambe hispanicába, s míg az itt tárgyalt rendszer ezen belül nem tekint rá önálló taxonként, addig a The Plant List adatbázisa Crambe hispanica subsp. abyssinica néven érvényesnek tartja.